# Козлович, Клаудия
Клаудия Козлович (итал. Claudia Coslovich; род. 26 апреля 1972, Триест) — итальянская легкоатлетка, специалистка по метанию копья. Выступала за сборную Италии по лёгкой атлетике в 1994—2008 годах, чемпионка Средиземноморских игр, многократная победительница и призёрка первенств национального значения, действующая рекордсменка страны, участница двух летних Олимпийских игр.

## Биография
Клаудия Козлович родилась 26 апреля 1972 года в городе Триест, автономная область Фриули — Венеция-Джулия. Имеет словенские корни.
В 1993 году впервые стала чемпионкой Италии в метании копья, впоследствии в течение многих лет никому не уступала звание чемпионки, получив национальный титул в общей сложности 13 раз. Также 7 раз побеждала на зимних чемпионатах Италии.
Впервые заявила о себе на международном уровне в сезоне 1994 года, когда вошла в состав итальянской национальной сборной и выступила на молодёжном Кубке Европы в Остраве, где стала третьей в личном зачёте метания копья и заняла шестое место в женском командном зачёте. Позднее также отметилась выступлением на чемпионате Европы в Хельсинки.
В 1997 году стала серебряной призёркой на Средиземноморских играх в Бари, показала восьмой результат на Универсиаде в Сицилии.
В 1998 году была седьмой на чемпионате Европы в Будапеште.
На Универсиаде 1999 года в Пальме стала шестой.
В июне 2000 года на соревнованиях в Любляне установила действующий поныне национальный рекорд Италии в метании копья — 65,30 метра. Благодаря череде удачных выступлений удостоилась права защищать честь страны на летних Олимпийских играх в Сиднее — метнула здесь копьё на 56,74 метра, расположившись в итоговом протоколе соревнований на 12-й строке.
В 2001 году взяла бронзу в индивидуальном первенстве на Европейском вызове по зимним метаниям в Ницце, была третьей на Кубке Европы в Бремене, одиннадцатой на чемпионате мира в Эдмонтоне, одержала победу на Средиземноморских играх в Тунисе.
В 2002 году превзошла всех соперниц на Европейском вызове по зимним метаниям в Пуле, участвовала в чемпионате Европы в Мюнхене.
В 2003 году стала третьей в личном зачёте метания копья на домашнем Кубке Европы во Флоренции, показала седьмой результат на чемпионате мира в Париже и на Всемирном легкоатлетическом финале в Монте-Карло.
Выполнив олимпийский квалификационный норматив, благополучно прошла отбор на Олимпийские игры 2004 года в Афинах — на сей раз с результатом 60,58 метра не смогла преодолеть предварительный квалификационный этап.
После афинской Олимпиады Козлович осталась в составе итальянской легкоатлетической сборной на ещё один олимпийский цикл и продолжила принимать участие в крупнейших международных турнирах. Так, в 2005 году она стала шестой на Средиземноморских играх в Альмерии, отметилась выступлением на чемпионате мира в Хельсинки.
В 2006 году метала копьё на чемпионате Европы в Гётеборге.
В 2008 году заняла 11-е место на Кубке Европы по зимним метаниям в Сплите и по окончании сезона завершила спортивную карьеру.